# لوسيو أنجولو
لوسيو أنجولو (بالإسبانية: Lucio Angulo)‏ مواليد 9 أبريل 1973، هو لاعب كرة سلة إسباني سابق بدأ مسيرته الاحترافية في سنة 1992. يبلغ طوله 6 قدم 6.75 بوصة (2.0 م). اعتزل اللعب في 2011.

## فرق لعب لها
- ساسكي باسكونيا
- ريال مدريد بالونكيستو

## الميداليات
| الميدالية | المسابقة                         |
| --------- | -------------------------------- |
| برونزية   | بطولة أمم أوروبا لكرة السلة 2001 |

## روابط خارجية
- لوسيو أنجولو على موقع الاتحاد الدولي لكرة السلة (الإنجليزية)
- لوسيو أنجولو على موقع الدوري الأوروبي لكرة السلة (الإنجليزية)
- لوسيو أنجولو على موقع الدوري الإسباني لكرة السلة (الإسبانية)
- لوسيو أنجولو على موقع كرة السلة الأوروبية.كوم (الإنجليزية)
- لوسيو أنجولو على موقع ريلجم (الإنجليزية)
- لوسيو أنجولو على موقع بروبوليرز (الإنجليزية)
- لوسيو أنجولو على موقع سبورتس رفرنس (الإنجليزية)